# Trachyglanis intermedius
Trachyglanis intermedius är en fiskart som beskrevs av Pellegrin 1928. Trachyglanis intermedius ingår i släktet Trachyglanis och familjen Amphiliidae. IUCN kategoriserar arten globalt som otillräckligt studerad. Inga underarter finns listade i Catalogue of Life.